# The Reactor
The Reactor es un coche personalizado construido por Gene Winfield en 1964. Contaba con suspensión de altura ajustable, tracción delantera y un potente motor, y apareció en episodios de cuatro series de televisión: Bewitched, Star Trek, Batman y Misión: Imposible.

## Origen
Tras completar la construcción del coche "Strip Star", el siguiente proyecto de Winfield fue aún más ambicioso. Joe Kizis, promotor de espectáculos de la Costa Este, organizó el Autorama anual, una exhibición de automóviles personalizados y de carreras en Hartford, Connecticut. Kizis le adelantó 20.000 dólares a Winfield para que construyera un coche de exhibición con carrocería de aluminio denominado "Autorama Special". Diseñado por Ben Delphia de Art Center College of Design, Este vehículo más adelante se conocería como "The Reactor", siendo presentado por Winfield en el Grand National Roadster Show de 1966, donde ganó el "Premio del Torneo de la Fama".

## Apariciones televisivas en la década de 1960
Winfield llevó "The Reactor" a Hollywood en 1966, donde según él mismo, "No conocía a nadie". Logró mostrar el coche al... coordinador de transporte de los estudios 20th Century Studios, y en dos semanas el singular vehículo consiguió un papel en la televisión, apareciendo en las siguientes series:
- Bewitched, episodio "Super Car" (Temporada 3, Episodio 19) producido por Screen Gems.[7]

- Star Trek, episodio "Pan y circo" (como el Júpiter 8) (Temporada 2, Episodio 25) producido por Paramount Television.[2][1] Se tomaron al menos 18 fotos publicitarias diferentes, en las que William Shatner aparecía con "The Reactor".[8]

- Batman, episodio "The Funny Feline Felonies" (como el Catmobile) (Temporada 3, Episodio 16) producido por los estudios 20th Century Studios.[9]

- Misión imposible, episodio "The Congelar"[10]

## Apariciones posteriores
Gene Winfield (fallecido en marzo de 2025), era el propietario de The Reactor, que se exhibió en el Concurso Pebble Beach en 2017.

## Detalles de construcción
El automóvil es un biplaza de motor delantero central y tracción delantera. La carrocería, al igual que la del Strip Star de Winfield, es de aluminio ligero. Las ruedas delanteras están expuestas y carecen de guardabarros, mientras que las traseras están cubiertas por la carrocería y los faldones. El panel del techo tiene bisagras en la parte trasera y, junto con el parabrisas, se inclina hacia arriba y hacia atrás para dar acceso al interior.
Se decoró con la pintura discontinua característica de Winfield, que cambia de dorado metalizado en la parte superior a verde en la inferior.
La línea baja del capó del automóvil fue posible gracias al uso de un motor Chevrolet Turbo-Air 6 adaptado. Un motor similar se utilizó en el Piraña, otro vehículo de Winfield que aparecía en la serie "El agente de CIPOL".
"The Reactor" contaba con un motor plano de seis cilindros turboalimentado refrigerado por aire y 180 caballos (134,2 kW), procedente de un Corvair Corsa, que se adaptó a la transmisión de un Citroën ID 19 de 1962. Winfield conservó el ancho delantero y la estrecha vía trasera del Citroën de origen, así como su suspensión hidroneumática de altura ajustable, lo que permitía variar la distancia al suelo del coche hasta 4 a 9+1/2 de pulgada (101,6 a 241,3 mm).